# Gudmund Björck
Gudmund Björck (vollständiger Name Rudolf Gudmund Björck; * 1. August 1905 in Uppsala; † 1. Juni 1955 ebenda) war ein schwedischer Klassischer Philologe.

## Leben
Gudmund Björck wuchs in einem Pfarrhaus auf. Als Sohn des Pastors und Schriftstellers Erland Björck (1877–1951) wuchs er in Uppsala und Kalmar auf. Er studierte ab 1923 Klassische Philologie an der Universität Uppsala bei Otto Lagercrantz und verbrachte auch einige Semester in Berlin und Paris, wo er bei Wilhelm Schubart und Alphonse Dain Fertigkeiten in der Arbeit mit Papyri erwarb. 1932 veröffentlichte er eine Monografie zum Corpus Hippiatricorum Graecorum, mit der er 1934 zum Dr. phil. promoviert wurde. Von 1933 bis 1941 war er als Dozent der alten Sprachen an der Universität tätig; danach unterrichtete er an der Fjellstedtska skolan, einer Privatschule in Uppsala. Am 22. September 1945 wurde er als Nachfolger von Gunnar Rudberg zum Professor der griechischen Sprache und Literatur an der Universität Uppsala bestellt, wo er bis zu seinem frühen Tod lehrte. Am 4. November 1952 wurde er zum Arbeitenden Mitglied der Kungliga Vitterhets Historie och Antikvitets Akademien in Stockholm gewählt. Bjöck starb am 1. Juni 1955 an einem Herzinfarkt.
Björck beschäftigte sich mit weiten Bereichen der griechischen Literatur von den homerischen Epen über das Neue Testament bis zur Spätantike. Er veröffentlichte Monografien zu den griechischen Fachschriftstellern der Pferdeheilkunde (Veterinärmedizin), zur griechischen Verbal- und Nominalflexion und zur frühchristlichen Religionspraxis. Darüber hinaus bemühte er sich erfolgreich um den Kontakt zur internationalen Fachgemeinschaft. Er selbst veröffentlichte seine Schriften auf Schwedisch, Deutsch und Französisch und gab lange Zeit die Fachzeitschrift Eranos. Acta philologica Suecana heraus, in der Beiträge von Altertumswissenschaftlern aus aller Welt erschienen, beispielsweise die ersten Aufsätze von Michael Ventris über die Entzifferung der Linearschrift B.

## Schriften (Auswahl)
- Zum Corpus Hippiatricorum Graecorum. Beiträge zur antiken Tierheilkunde. Uppsala 1932 (Dissertation)
- Der Fluch des Christen Sabinus: Papyrus Upsaliensis 8. Uppsala 1938
- Ἦν διδάσκων. Die periphrastischen Konstruktionen im Griechischen. Uppsala/Leipzig 1940
- Apsyrtus, Julius Africanus et l’hippiatrique grecque. Uppsala/Leipzig 1944
- Das Alpha Impurum und die tragische Kunstsprache. Attische Wort- und Stilstudien. Uppsala 1950
- Ord och tanke i hellensk dikt. Uppsala 1956. 2. Auflage 1958